# Trzciniec (Michów)
Pour les articles homonymes, voir Trzciniec.
Trzciniec (prononciation : [ˈtʂt͡ɕiɲet͡s]) est un village polonais de la gmina de Michów dans le powiat de Lubartów de la voïvodie de Lublin dans l'est de la Pologne.
Il se situe à environ 7 kilomètres au nord de Michów (siège de la gmina), 22 kilomètres au nord-ouest de Lubartów (siège du powiat) et 41 kilomètres au nord de Lublin (capitale de la voïvodie).
Le village comptait approximativement une population de 173 habitants en 2009.

## Histoire
De 1975 à 1998, le village est attaché administrativement à l'ancienne Voïvodie de Lublin.

Depuis 1999, il fait partie de la nouvelle voïvodie de Lublin.